# Sport Lisboa e Benfica (rugby à XV)
Le Sport Lisboa e Benfica est un club omnisports portugais comprenant notamment une section de rugby à XV, basé à Lisbonne. Le club évolue au plus haut niveau du rugby portugais, le Championnat du Portugal de rugby à XV ou Division d'Honneur.

## Palmarès
- Championnat du Portugal de rugby à XV
  - Champion (9) :  1959-60, 1960-61, 1961-62, 1969-70, 1974-75 (titre retiré), 1975-76, 1985-86, 1987-88,  1990-91, 2000-01
  - Vice-champion (2) :  1967-68, 1973-74
- Championnat du Portugal de rugby à XV de 2e division
  - Champion (4) :  1974-75 (équipe B), 1983-84
- Coupe du Portugal de rugby à XV
  - Vainqueur (9) : 1961, 1965, 1966, 1970, 1972, 1975, 1983, 1984, 1985
  - Finaliste (10) : 1959, 1973, 1974, 1977, 1979, 1986, 1991, 1992, 1996, 1999
- Coupe ibérique de rugby à XV
  - Vainqueur (4) : 1971, 1987, 1989, 2002
  - Finaliste (1) : 1992